# Åkerboträsket
Åkerboträsket är en sjö i Skellefteå kommun i Västerbotten och ingår i Jävreåns huvudavrinningsområde. Sjön är 3,7 meter djup, har en yta på 0,199 kvadratkilometer och befinner sig 73 meter över havet.

## Delavrinningsområde
Åkerboträsket ingår i det delavrinningsområde (723830-175635) som SMHI kallar för Utloppet av Finnträsket. Medelhöjden är 78 meter över havet och ytan är 13,98 kvadratkilometer. Räknas de 3 avrinningsområdena uppströms in blir den ackumulerade arean 32,94 kvadratkilometer. Finnträskån som avvattnar avrinningsområdet har biflödesordning 2, vilket innebär att vattnet flödar genom totalt 2 vattendrag innan det når havet efter 16 kilometer. Avrinningsområdet består mestadels av skog (65 procent). Avrinningsområdet har 3,78 kvadratkilometer vattenytor vilket ger det en sjöprocent på 27 procent.